# Музей изящных искусств (Безье)
Музей изящных искусств (фр. Musée des Beaux-Arts) — музей в городе Безье, который расположен на площади Революции. Музей расположен в доме бывшего мэра города Огюста Фабрега. В музее хранится известная работа Шаффнера «Богоматерь с младенцем».

## История
Музей изящных искусств французского города Безье расположен в доме бывшего мэра города Огюста Фабрега. В музее посетители могут увидеть работы фламандских и итальянских художников, которые работали в XV—XVI веках. Музей известен тем, что в нем хранится знаменитая работа Шаффнера «Богоматерь с младенцем», которая была написана еще в XV веке. Здесь выставлены работы французских художников, которые жили в XV, XVIII и XIX веках. Среди них — имена Делакруа и Жерико. В Музее изящных искусств Безье также выставлены работы местных художников — Мартины Мартин и Мориса Марино.
В музее изящных искусств Безье хранилась работа итальянского художника Джорджо де Кирико «Композиция с автопортретом», написанная в 1926 году. В коллекцию музея эта картина была передана из частной коллекции Жана Мулена — коллекционера живописи. Но она была украдена из музея осенью 2017 года. Это произошло 16 ноября. После открытия музея, охранники увидели, что на ее месте осталась пустая рама. Предполагается, что полотно вырезали канцелярским ножом.
Экспозиция Музея изящных искусств частично выставляется в отеле Файе (фр. Hôtel Fayet), который расположен на rue du Capus. В этом месте демонстрируются работы скульптора Энжальбера, и картины XIX — начала XX века.
Музей изящных искусств в июле и августе работает с 10:00 до 18:00, в другое время — с 09:00 до 12:00 и с 14:00 до 18:00. С ноября по март музей открыт до 17:00. Закрыт по понедельникам и праздничным дням.

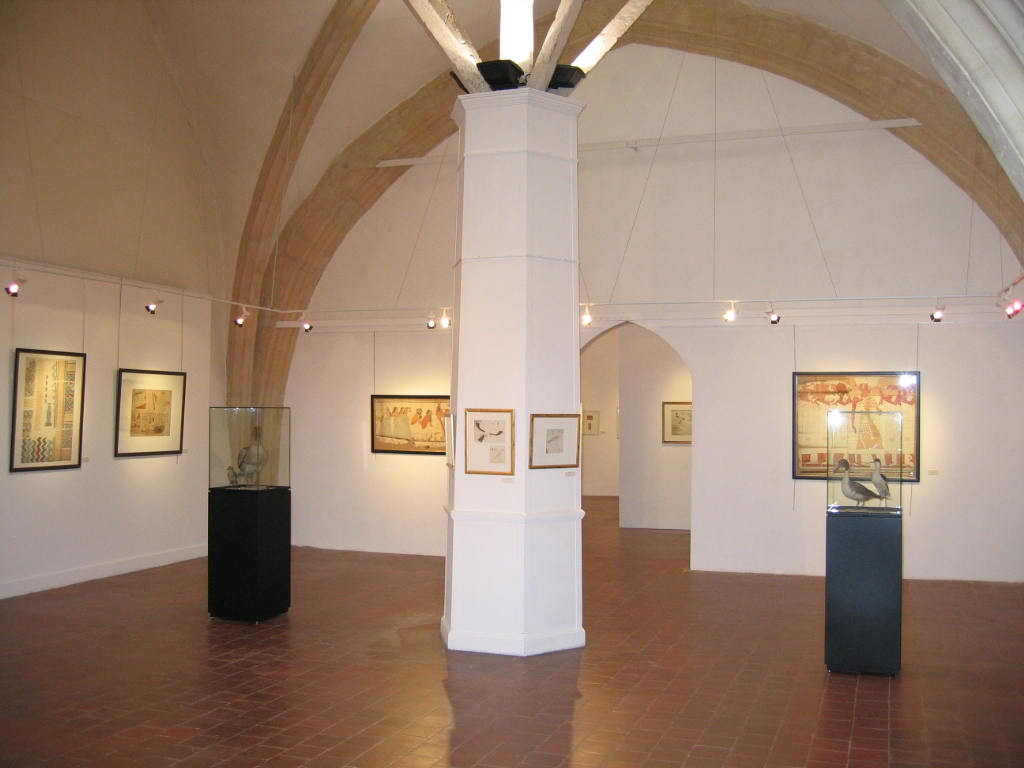
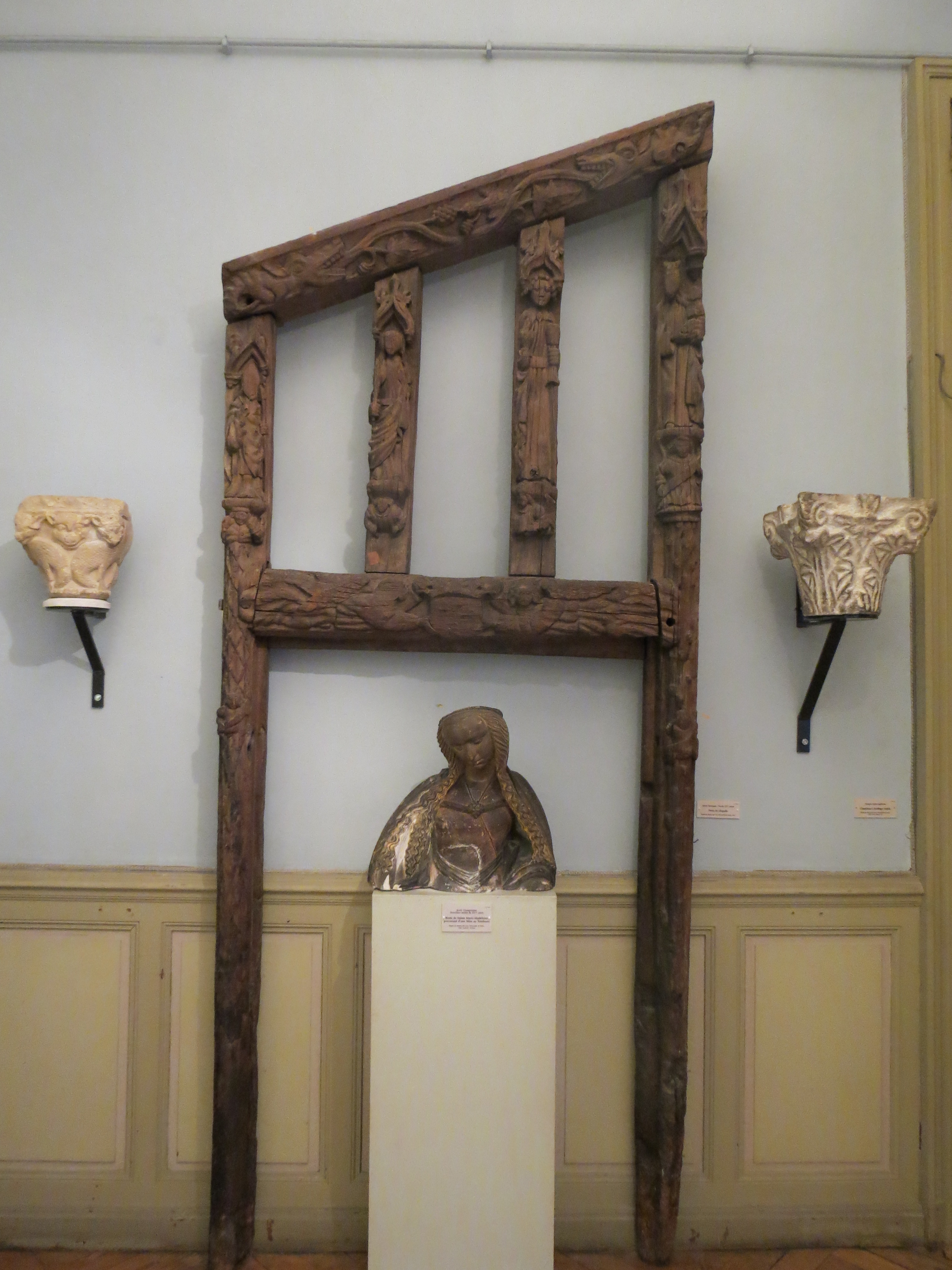
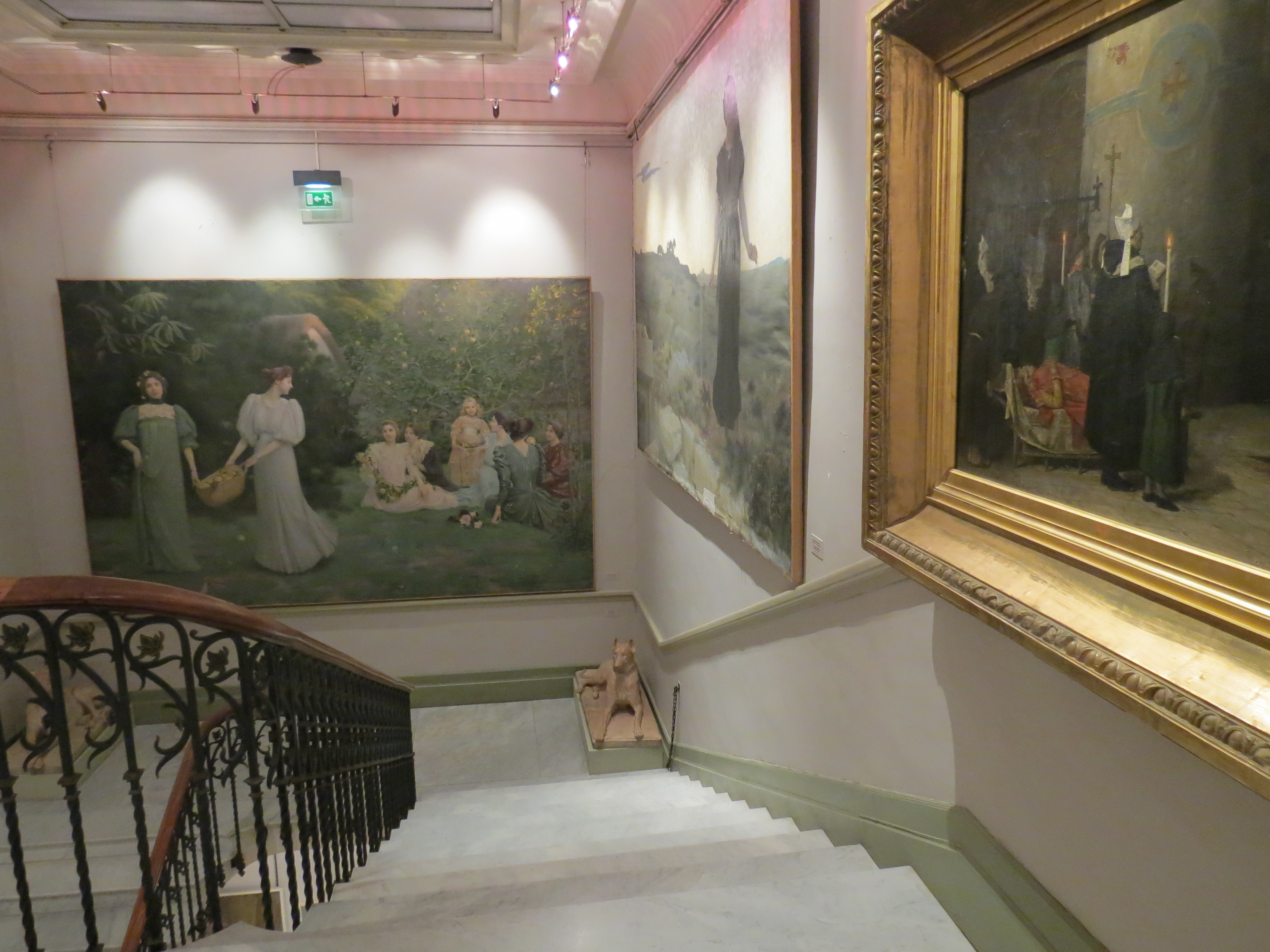
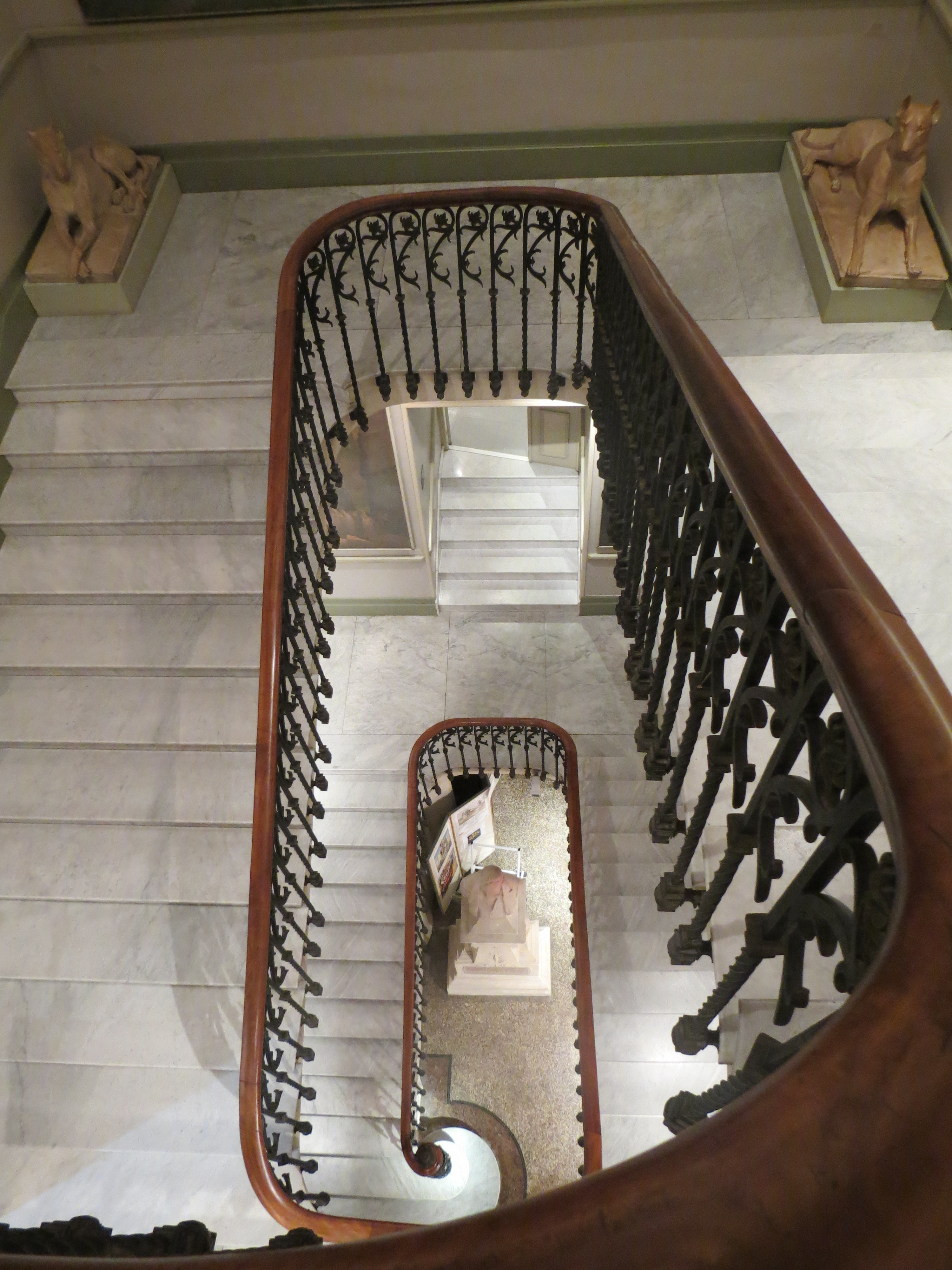
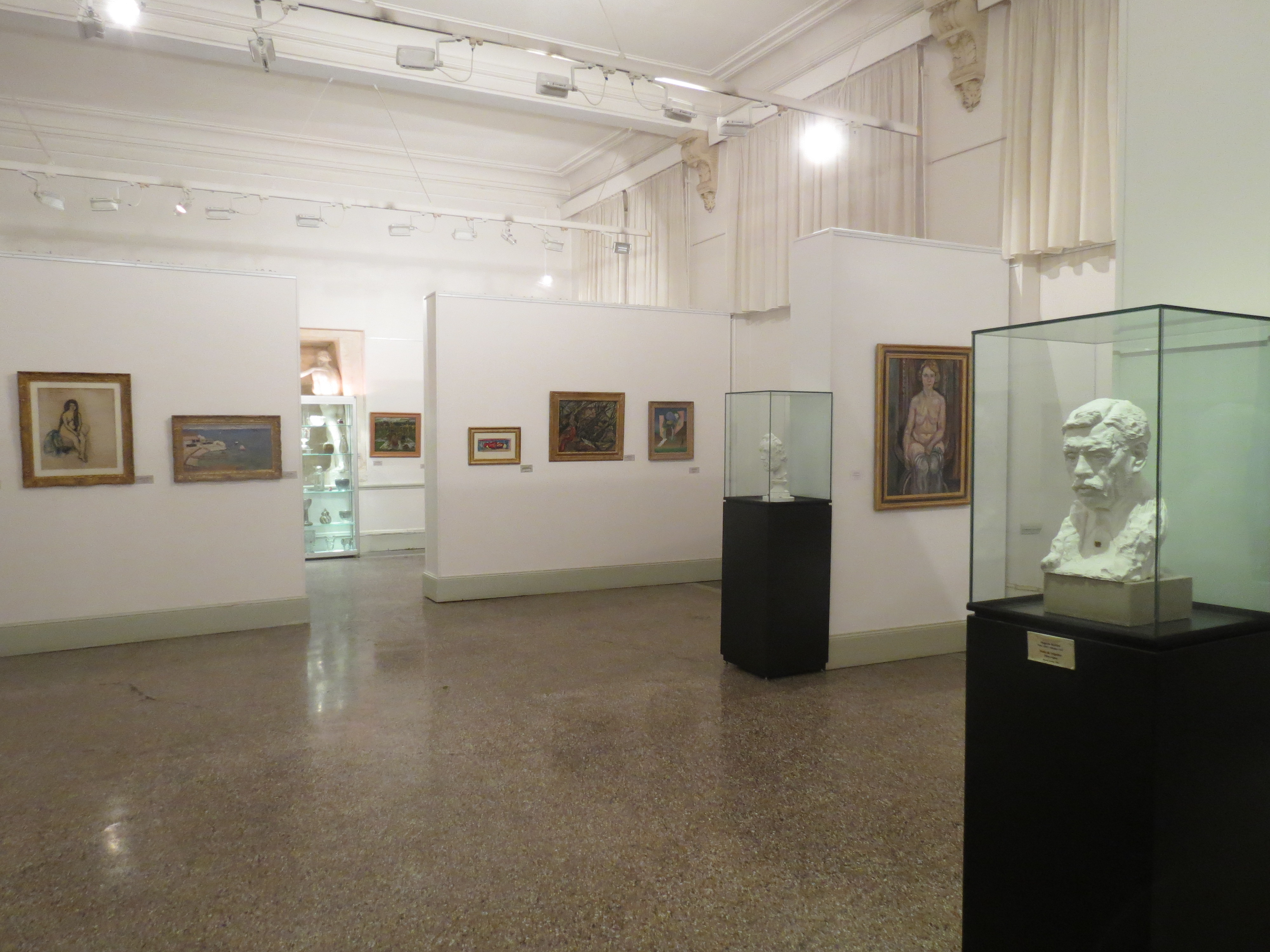
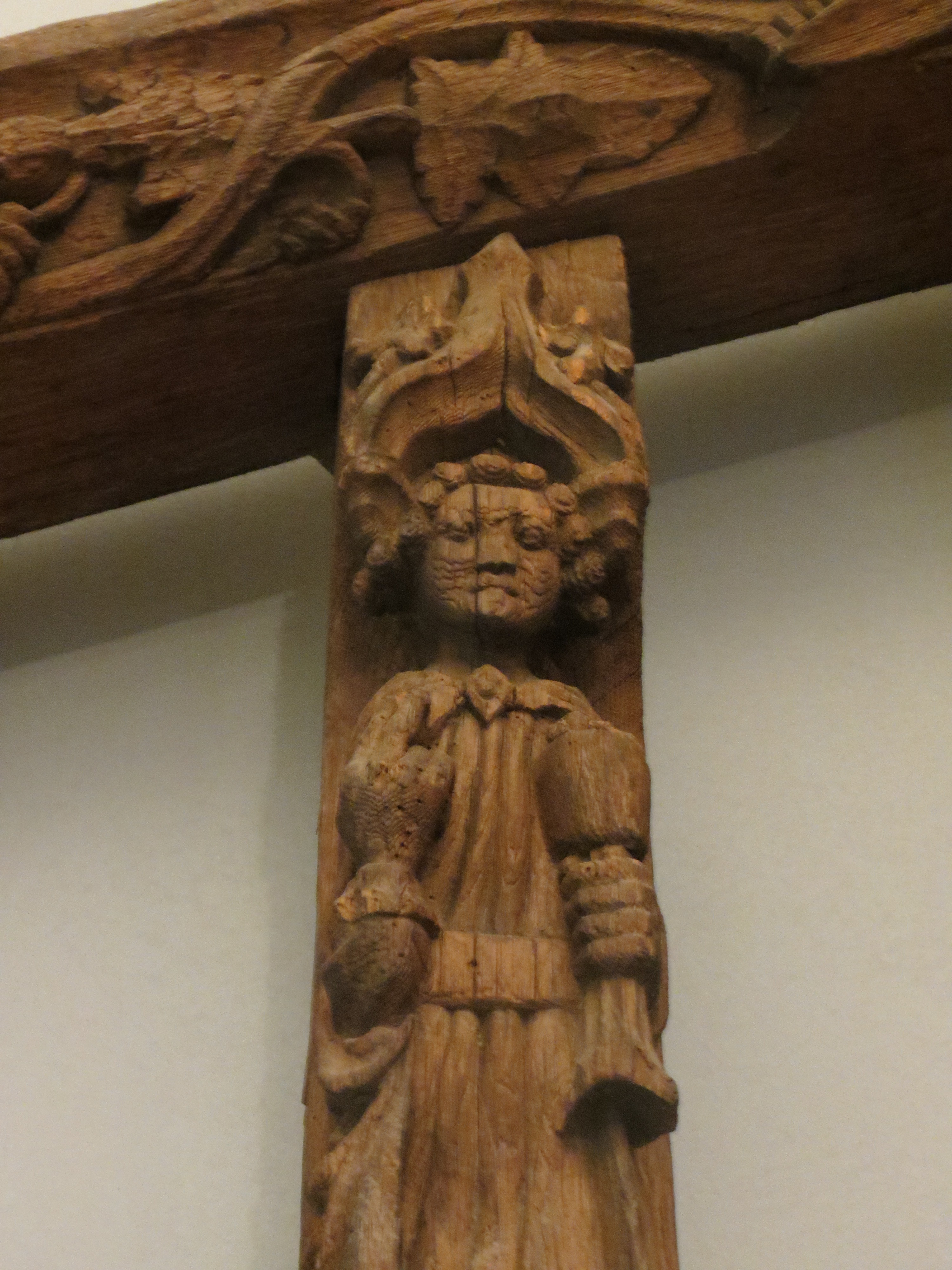
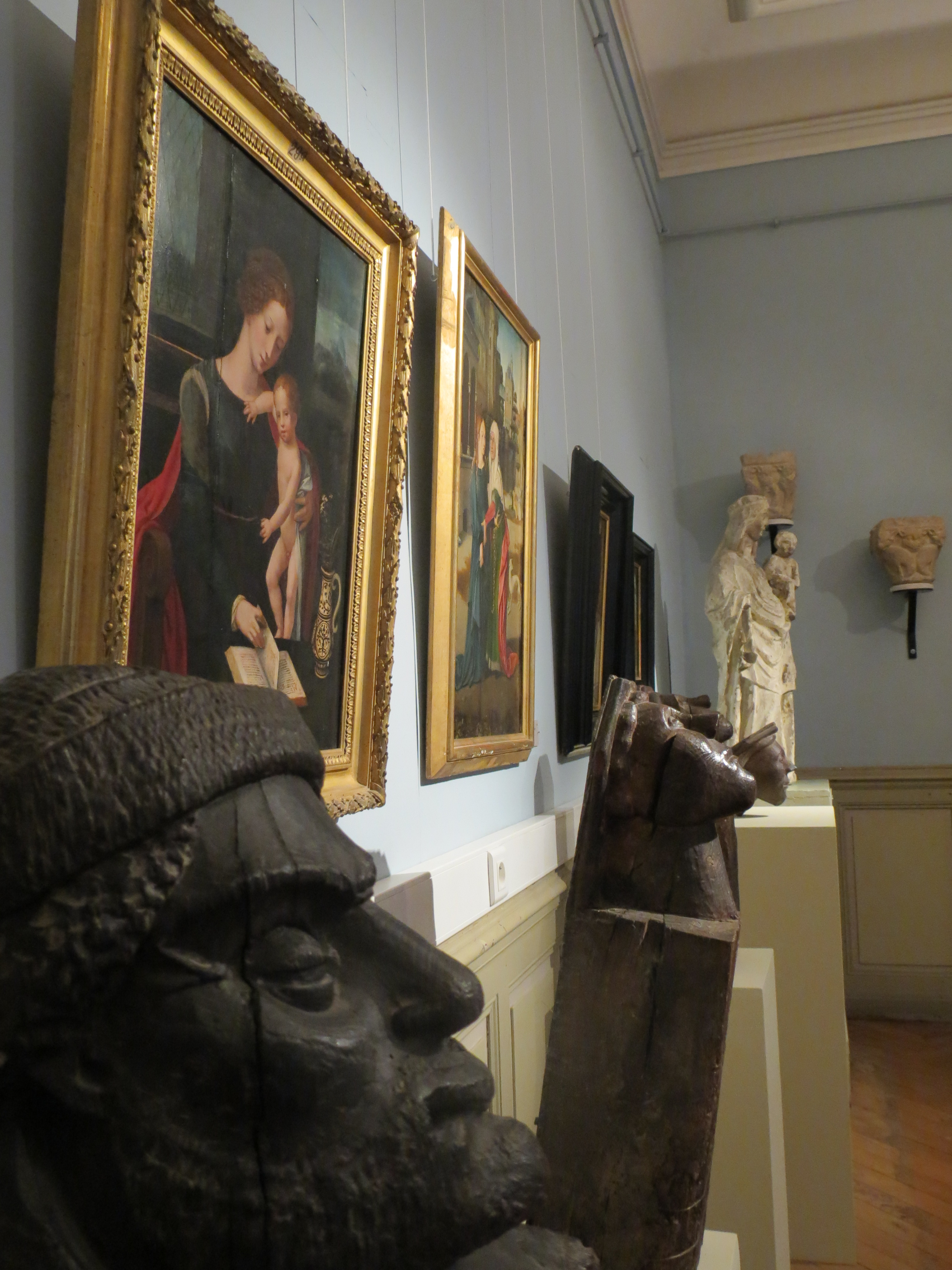
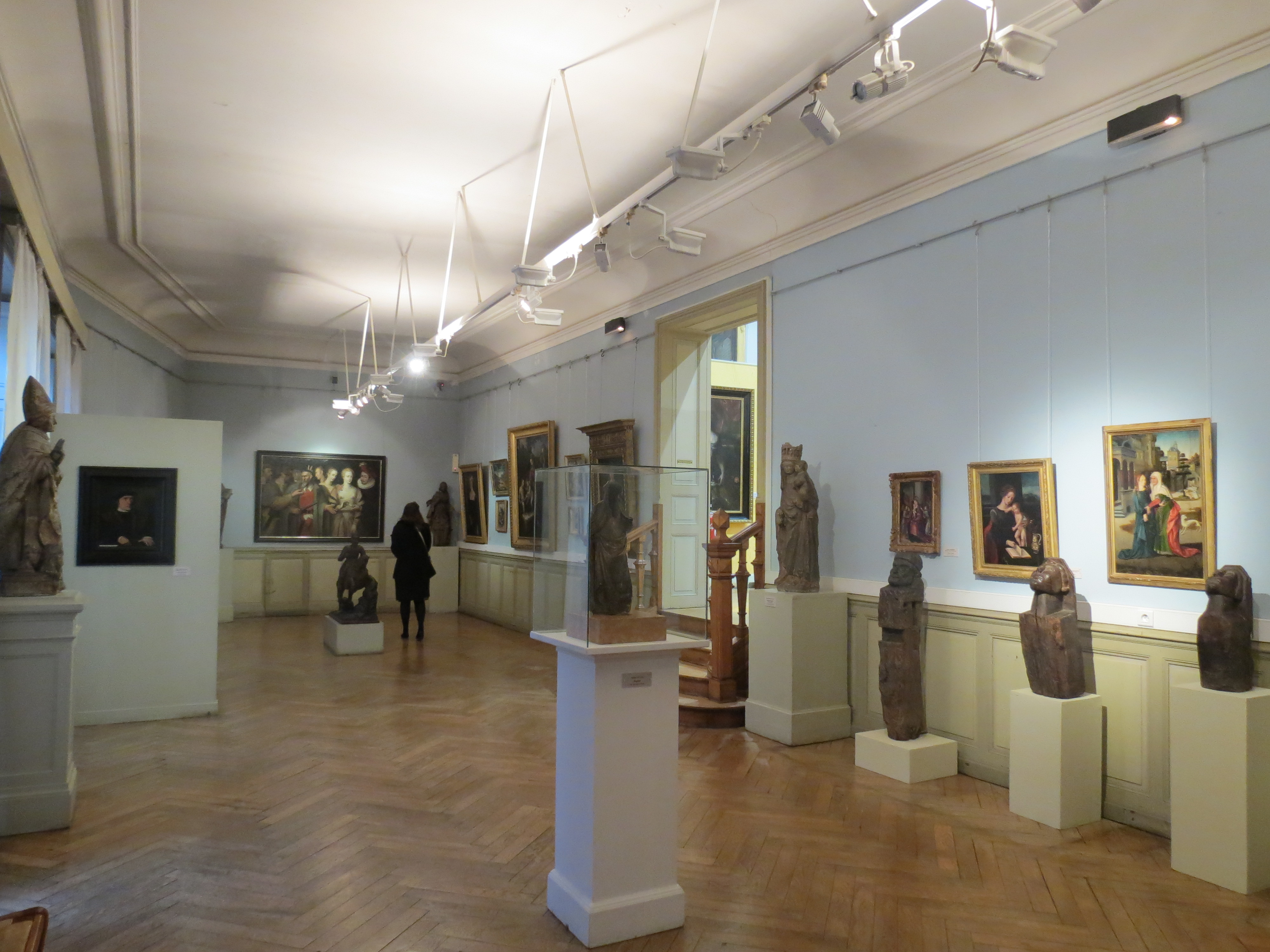
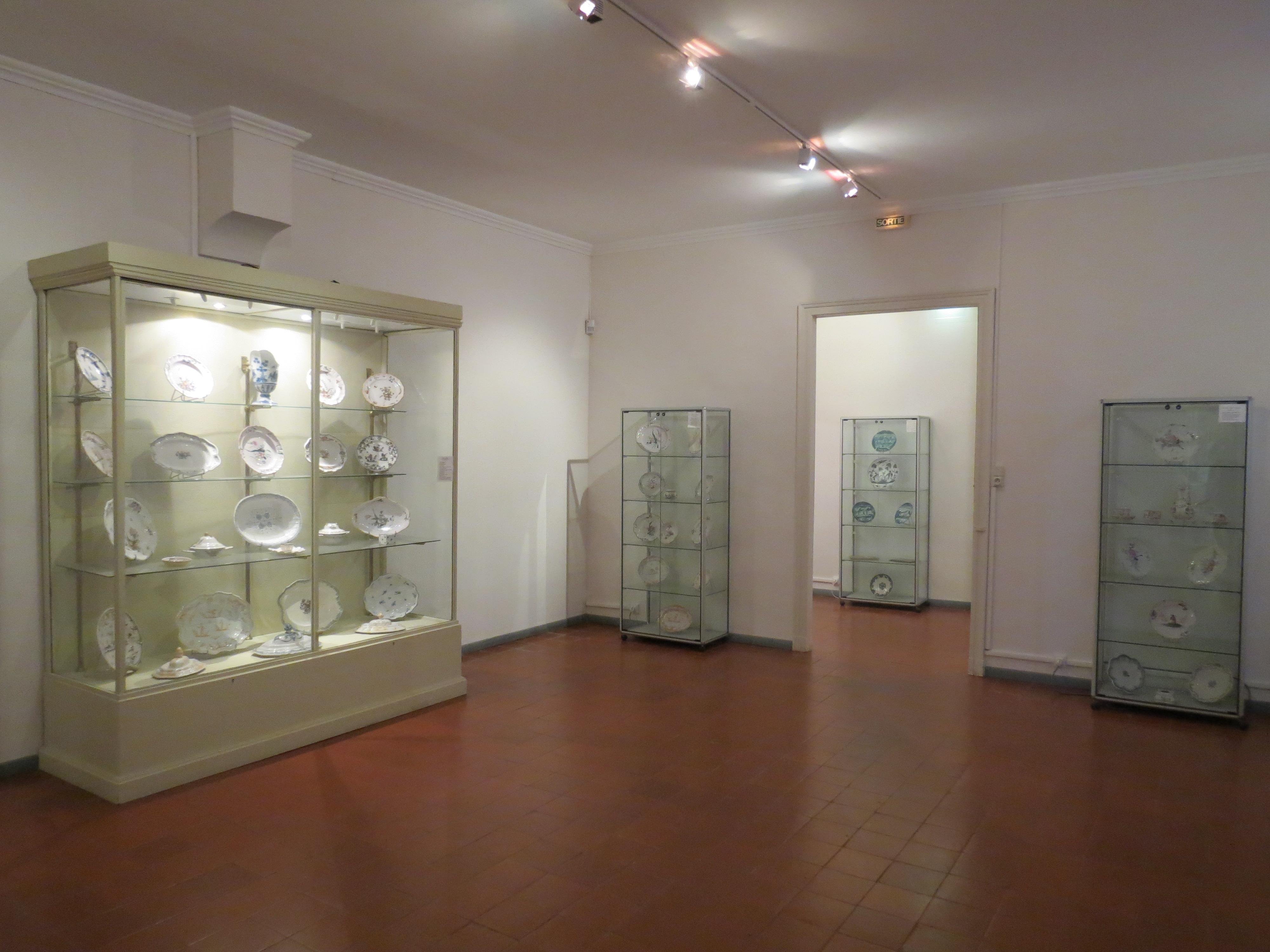
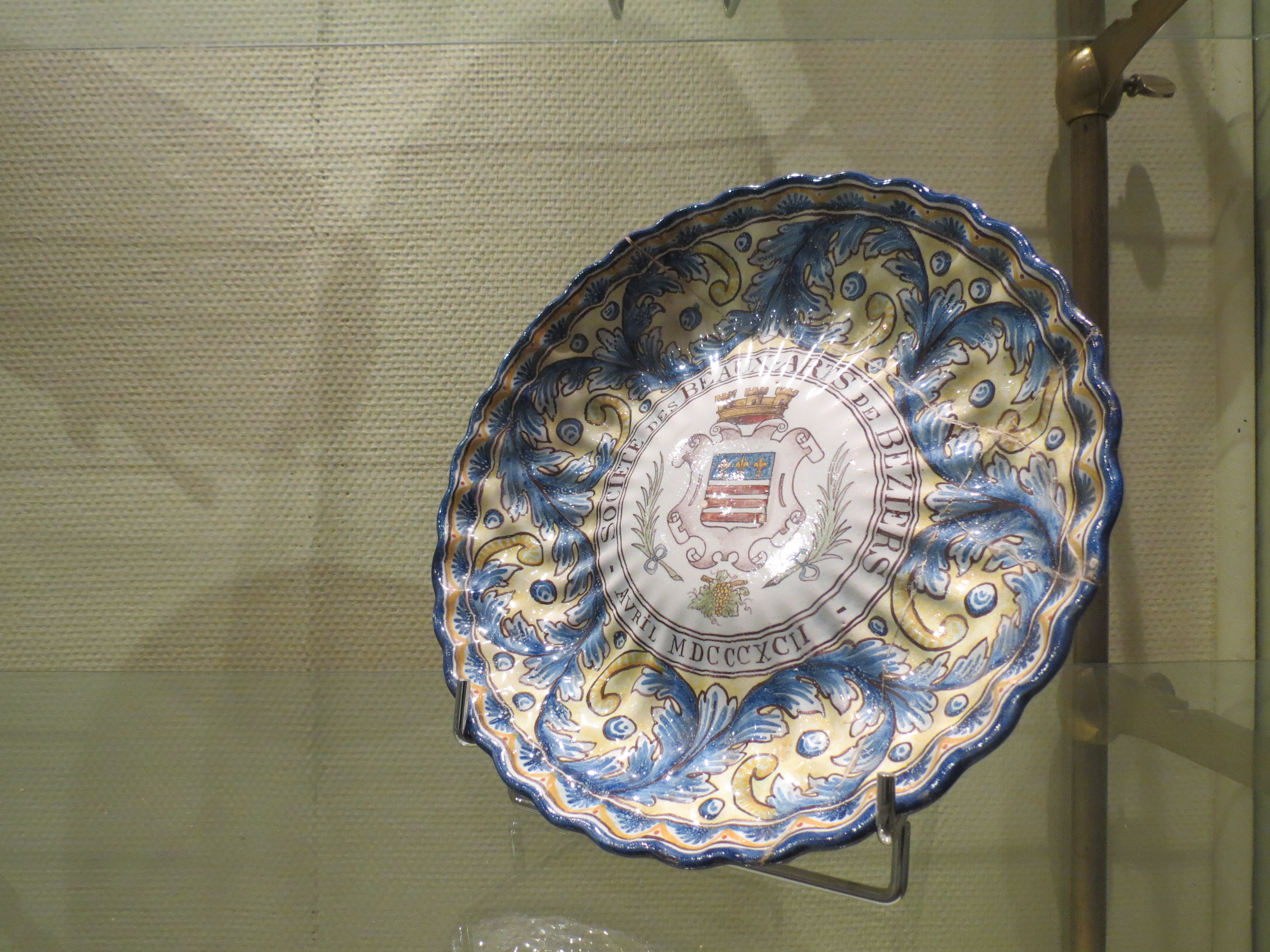
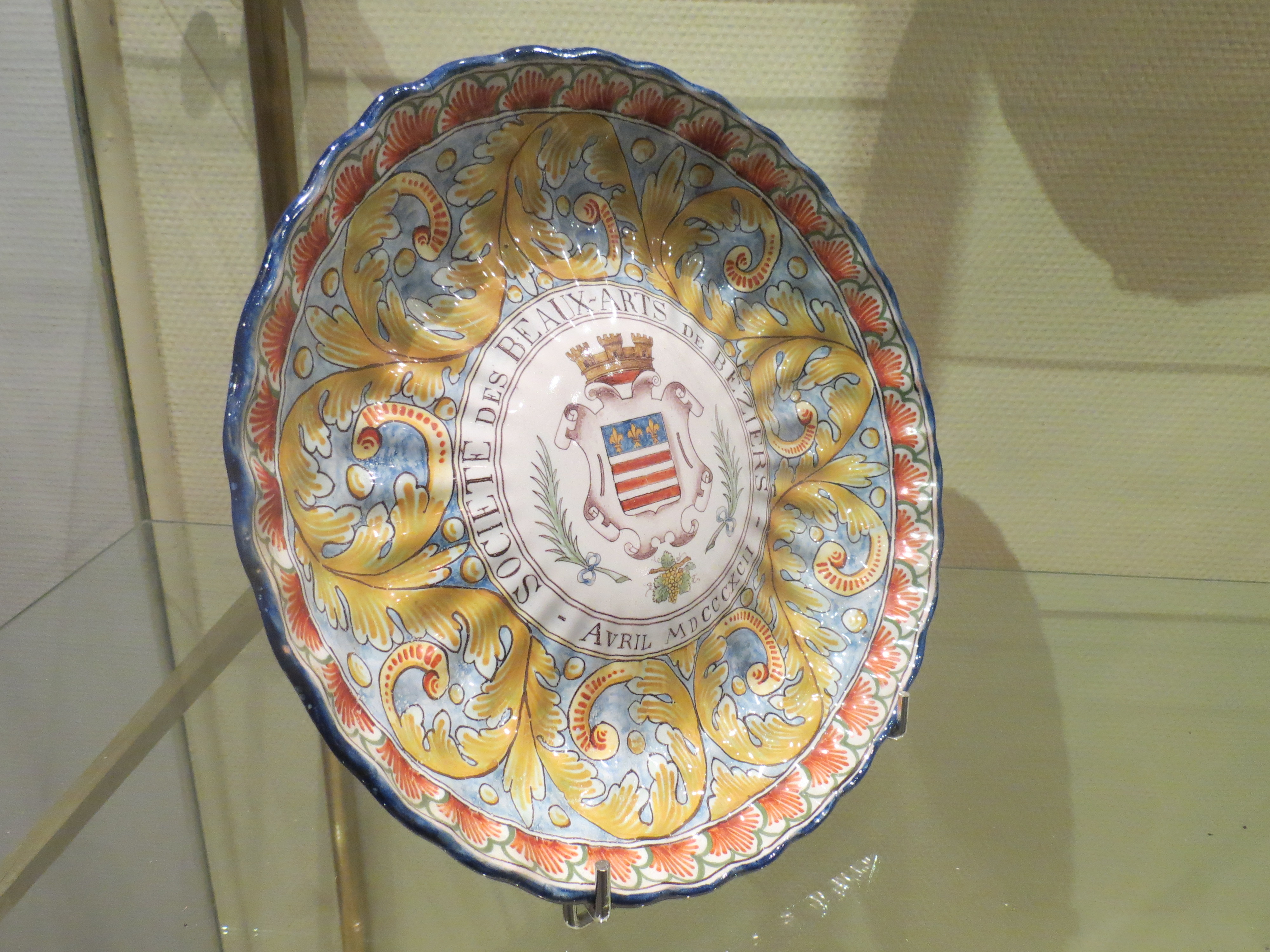
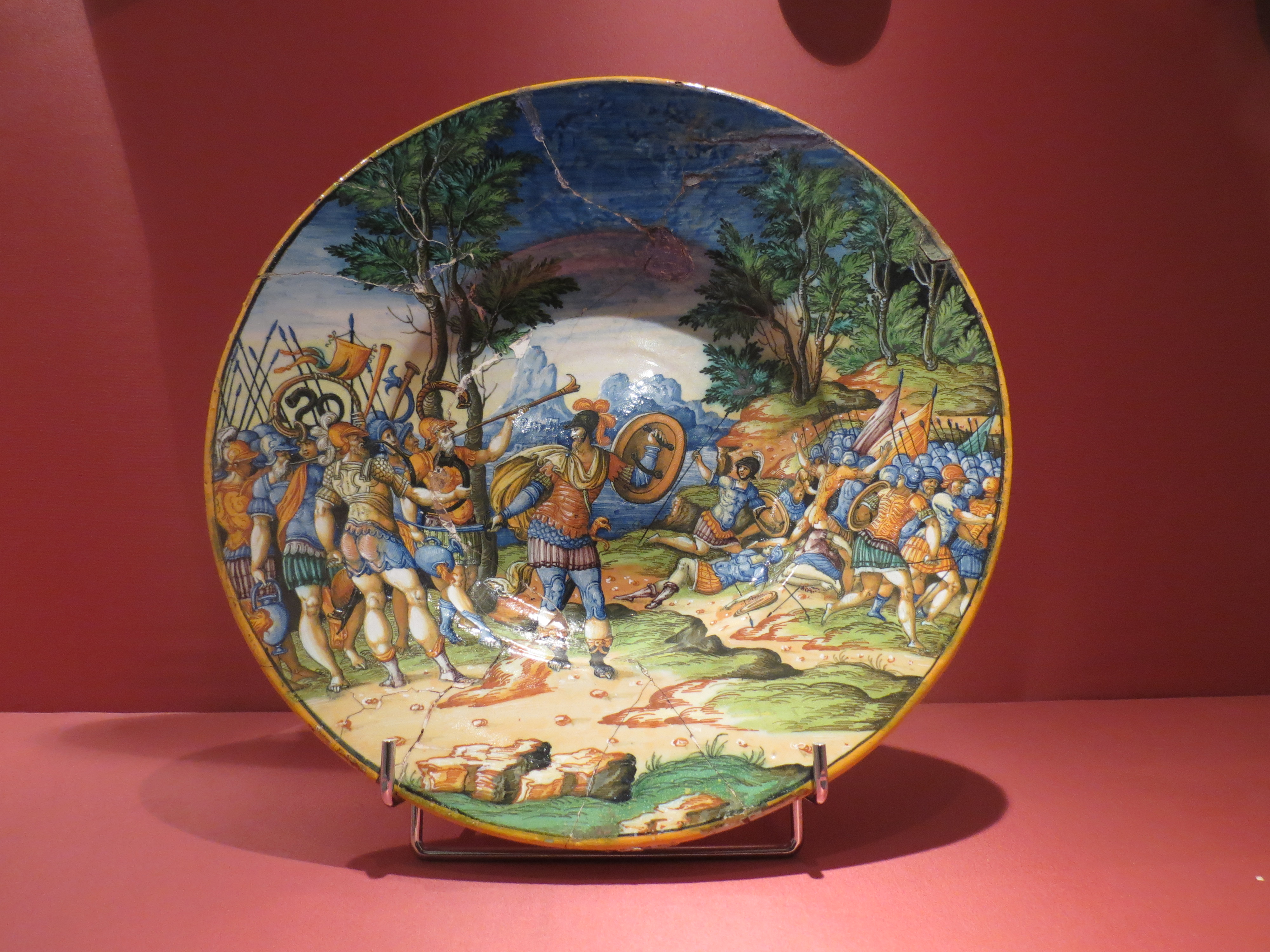
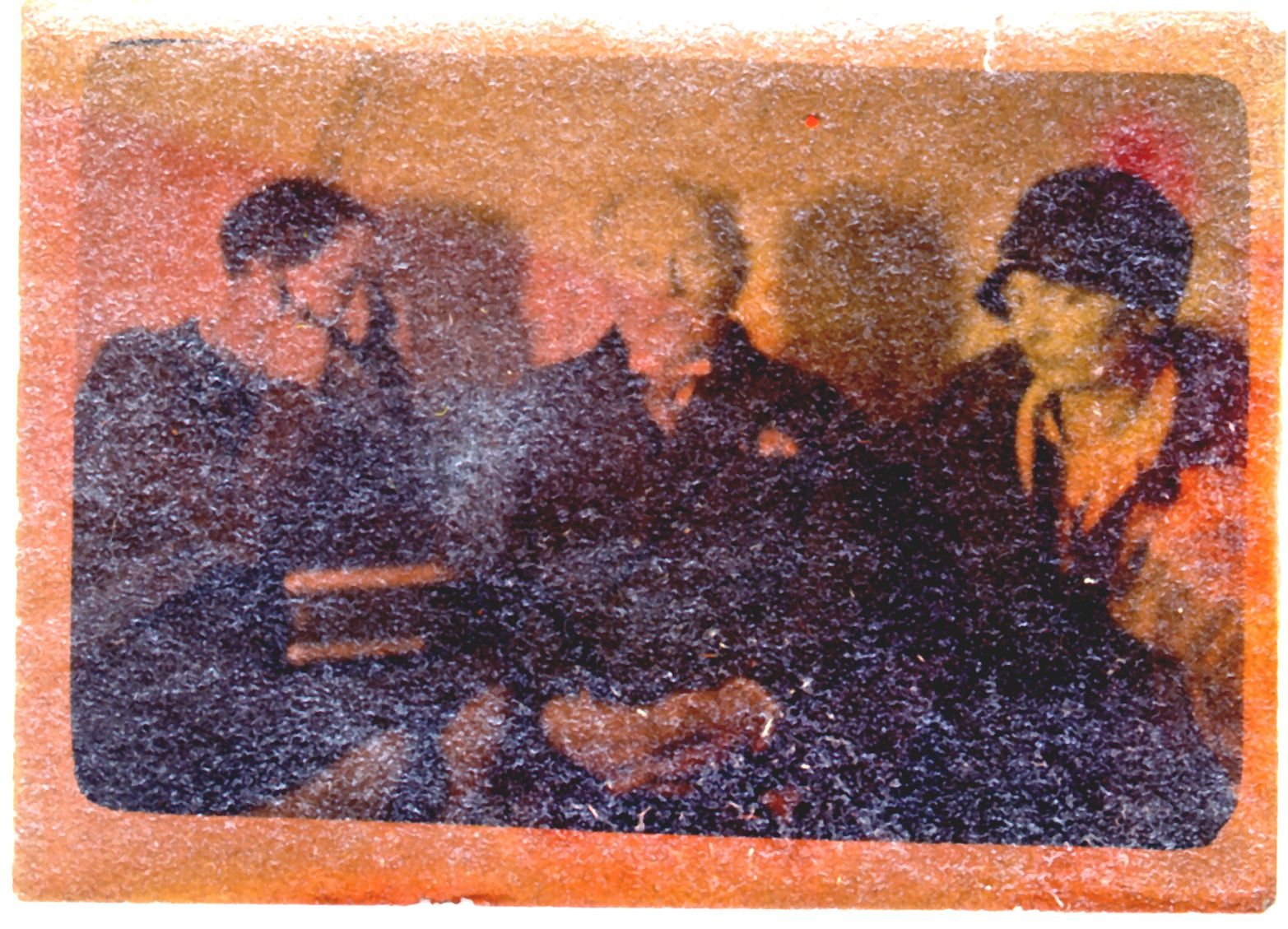
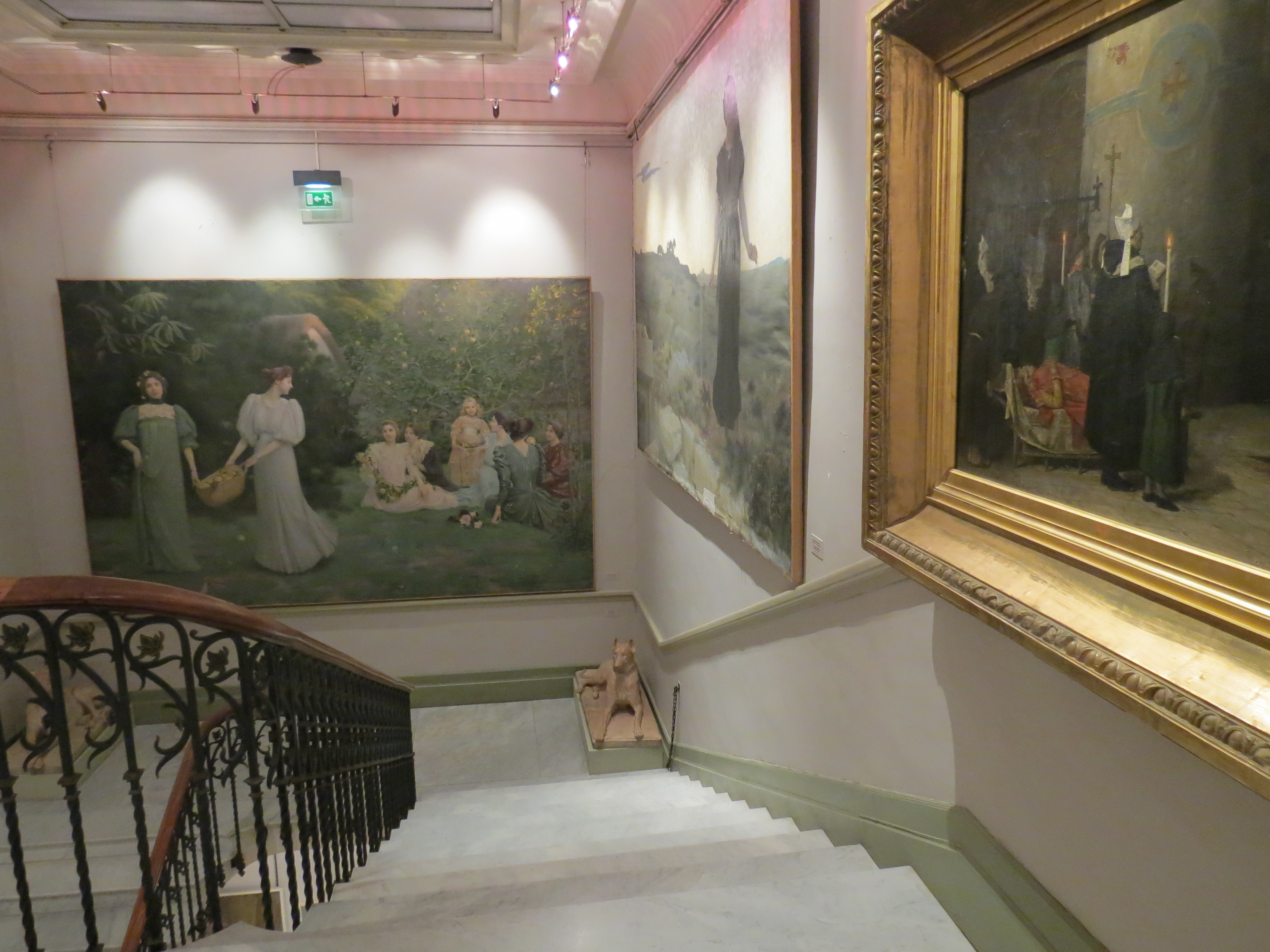